# Loewinella nitidicollis
Loewinella nitidicollis là một loài ruồi trong họ Asilidae. Loewinella nitidicollis được Lehr miêu tả năm 1958. Loài này phân bố ở vùng Cổ Bắc giới.